# ヒューマン・インタフェース・デバイス
ヒューマン・インタフェース・デバイス (Human Interface Device, HID) とは、コンピュータの周辺機器・構成要素のうち、マンマシンインタフェースを担当するものの総称。
一般には、主に以下のような入力機器を指す。
- キーボード
- ポインティングデバイス（マウス、タッチパッド、タッチパネル、トラックボール、デジタイザなど）
- ゲームコントローラ（ジョイスティック、ゲームパッドなど）
- 各種の操作ボタンやつまみ、リモコンなど

HIDという用語を採用している主な規格には、以下のようなものがある。
- USBのHIDデバイスクラス
- BluetoothのHIDプロファイル

## API
HIDハードウェア機器をソフトウェアから制御するためのAPIとして、Microsoft WindowsにはWindows HID APIが用意されている。HID APIはもともとWindows Driver Kitにて管理されていたドライバーAPIだが、一部のクライアントAPIはバージョン8.0以降のWindows SDKに統合された。
- Introduction to HID Concepts - Windows drivers | Microsoft Docs

macOSにはI/O Kitが用意されている。
- Introduction to I/O Kit Fundamentals